# Horský a údolní vítr
Horský a údolní vítr jsou dva propojené lokální větry, které se střídají v denním cyklu. Vyskytují se hlavně v horských údolích, odtud jejich pojmenování. Vznikají podobnými procesy, které utváří mořskou brízu.
Během slunečného dne se vzduch v údolí ohřívá rychleji než u vrcholků hor. Teplý a lehký vzduch se konvekcí šíří vzhůru – vzniká údolní vítr. V noci se pak situace obrací: horský vzduch se ochlazuje rychleji a „padá“ do údolí – vzniká horský vítr.